# Isidore Christophle
Pour les articles homonymes, voir Christophle.
Isidore Christophle, né le 8 janvier 1831 à Andancette (Drôme) et mort le 30 janvier 1879 à Paris, est un homme politique français.
Il est député de la Drôme de 1876 à 1879, siégeant à gauche. Il est l'un des 363 députés qui refusent la confiance au gouvernement de Broglie, lors de la crise du 16 mai 1877.

## Sources
- « Isidore Christophle », dans Adolphe Robert et Gaston Cougny, Dictionnaire des parlementaires français, Edgar Bourloton, 1889-1891 [détail de l’édition] [texte sur Sycomore]